# Reprezentacja Polski w piłce nożnej mężczyzn na igrzyskach olimpijskich
Reprezentacja Polski w piłce nożnej na igrzyskach olimpijskich – zespół piłkarski, reprezentujący Rzeczpospolitą Polską na igrzyskach olimpijskich, powoływany przez selekcjonera, w którym występować mogą wyłącznie zawodnicy posiadający obywatelstwo polskie. Za jej funkcjonowanie odpowiedzialny jest Polski Związek Piłki Nożnej (PZPN).

## Dotychczasowe starty

### Paryż 1924
- Osiągnięcie drużyny narodowej: I runda pucharowa
- Kapitan związkowy: Adam Obrubański
- Zawodnicy: Mieczysław Batsch, Stanisław Cikowski, Wawrzyniec Cyl, Stefan Fryc, Józef Kałuża, Wacław Kuchar, Henryk Reyman, Leon Sperling, Marian Spojda, Zdzisław Styczeń, Mieczysław Wiśniewski
- Rezerwowi (nie grali w turnieju): Ludwik Gintel, Emil Görlitz, Władysław Krupa, Juliusz Miller, Jan Reyman, Wawrzyniec Staliński, Tadeusz Synowiec

### Berlin 1936
- Osiągnięcie drużyny narodowej: IV miejsce
- Kapitan związkowy: Józef Kałuża
- Zawodnicy: Spirydion Albański, Franciszek Cebulak, Ewald Dytko, Hubert Gad, Antoni Gałecki, Wilhelm Góra, Walerian Kisieliński, Józef Kotlarczyk, Edward Madejski, Henryk Martyna, Michał Matyas, Walenty Musielak, Teodor Peterek, Wilhelm Piec, Fryderyk Scherfke, Władysław Szczepaniak, Jan Wasiewicz, Gerard Wodarz.
- Rezerwowi (pozostali w kraju): Marian Fontowicz, Wilhelm Piec, Alojzy Sitko, Jerzy Wostal

### Helsinki 1952
- Osiągnięcie drużyny narodowej: II runda pucharowa
- Trener: Michał Matyas
- Zawodnicy: Henryk Alszer, Hubert Banisz, Edward Cebula, Gerard Cieślik, Władysław Gędłek, Kazimierz Kaszuba, Jerzy Krasówka, Józef Mamoń, Paweł Sobek, Tomasz Stefaniszyn, Czesław Suszczyk, Edward Szymkowiak, Kazimierz Trampisz, Jan Wiśniewski
- Rezerwowi (nie grali w turnieju): Tadeusz Glimas, Zbigniew Jaskowski
- Rezerwowi (pozostali w kraju): Zdzisław Bieniek, Oskar Brajter, Henryk Janduda, Zdzisław Mordarski, Henryk Skromny, Teodor Wieczorek

### Rzym 1960
- Osiągnięcie drużyny narodowej: I runda grupowa
- Trener: Jean Prouff
- Kapitan związkowy: Czesław Krug
- Zawodnicy: Lucjan Brychczy, Zygmunt Gadecki, Henryk Grzybowski, Stanisław Hachorek, Roman Lentner, Hubert Pala, Ernest Pol, Tomasz Stefaniszyn, Marceli Strzykalski, Henryk Szczepański, Edward Szymkowiak
- Rezerwowi (nie grali w turnieju): Eugeniusz Faber, Stefan Florenski, Ryszard Grzegorczyk, Engelbert Jarek, Marian Norkowski

### Monachium 1972
- Osiągnięcie drużyny narodowej:  I miejsce
- Trener: Kazimierz Górski
- Zawodnicy: Zygmunt Anczok, Lesław Ćmikiewicz, Kazimierz Deyna, Robert Gadocha, Jerzy Gorgoń, Zbigniew Gut, Kazimierz Kmiecik, Hubert Kostka, Jerzy Kraska, Grzegorz Lato, Włodzimierz Lubański, Joachim Marx, Zygmunt Maszczyk, Marian Ostafiński, Zygfryd Szołtysik, Antoni Szymanowski, Ryszard Szymczak
- Rezerwowi (nie grali w turnieju): Andrzej Jarosik, Marian Szeja

### Montreal 1976
- Osiągnięcie drużyny narodowej:  II miejsce
- Trener: Kazimierz Górski
- Zawodnicy: Jan Benigier, Lesław Ćmikiewicz, Kazimierz Deyna, Jerzy Gorgoń, Henryk Kasperczak, Kazimierz Kmiecik, Grzegorz Lato, Zygmunt Maszczyk, Piotr Mowlik, Roman Ogaza, Wojciech Rudy, Andrzej Szarmach, Antoni Szymanowski, Jan Tomaszewski, Henryk Wawrowski, Henryk Wieczorek, Władysław Żmuda

### Barcelona 1992
- Osiągnięcie drużyny olimpijskiej:  II miejsce
- Trener: Janusz Wójcik
- Zawodnicy: Dariusz Adamczuk, Marek Bajor, Jerzy Brzęczek, Dariusz Gęsior, Marcin Jałocha, Andrzej Juskowiak, Aleksander Kłak, Andrzej Kobylański, Wojciech Kowalczyk, Marek Koźmiński, Tomasz Łapiński, Grzegorz Mielcarski, Ryszard Staniek, Piotr Świerczewski, Mirosław Waligóra, Tomasz Wałdoch
- Rezerwowi (nie grali w turnieju): Dariusz Koseła, Arkadiusz Onyszko, Dariusz Szubert, Tomasz Wieszczycki